# Saintes
Saintes är en stad och kommun i regionen Nouvelle-Aquitaine i departementet Charente-Maritime i Frankrike. Saintes ligger på floden Charente omkring 100 kilometer norr om Bordeaux och har 26 399 invånare (2007).
I Saintes finns romerska lämningar från antiken och kyrkor från medeltiden.
Saintes, som fått sitt namn efter ett galliskt folk som levde i trakten, hette under romersk tid Mediolanum Santonum och var huvudstad i Civitas Santonum, en romersk administrativ enhet, och i provinsen Akvitanien. Saintes' ledande ställning övergick på 100-talet till Poitiers för att på 200-talet övergå till Bordeaux.

## Befolkningsutveckling
Antalet invånare i kommunen Saintes
| Referens: INSEE |